# Samsung Galaxy A71
Samsung Galaxy A71 – smartfon z systemem Android zaprojektowany, opracowany i wprowadzony na rynek przez firmę Samsung Electronics w ramach serii Galaxy A. Został ogłoszony i wydany w grudniu 2019 r. Wersja telefonu 5G została wprowadzona w kwietniu 2020 roku. 
Linia A71 składa się z modeli SM-A715F, SM-A715F i SM-A715F. Urządzenie jest aktualizacją poprzednika (Samsung Galaxy A70). Oprócz nowszego systemu operacyjnego, Androida 10, mikroukładu Qualcomm SDM730 został ulepszony aparat.

## Specyfikacje[1]

### Wyświetlacz i kamera
Telefon ma wyświetlacz Super AMOLED FHD+ 6,7-calowy. Samsung Galaxy A71 posiada aparaty: szerokokątny 64 MP, ultrawidaż 12 MP, 5 MP i 5 MP makro, ułożone w kształcie litery „L”. Z przodu telefonu umieszczony jest przedni aparat, który jest wbudowany w ekran. Tylne kamery mogą nagrywać wideo do 4K przy 30 fps, a także 1080p przy 30, 240 i 960 fps. Przedni aparat może nagrywać w jakości 1080p przy 30 fps. Tylne kamery mają również tryb Super Steady.

### Pamięć
Telefon jest wyposażony w 6 GB lub 8 GB pamięci RAM (zależnie od wersji) oraz 128 GB pamięci wewnętrznej, którą można rozszerzyć za pomocą karty microSD o pojemności do 512 GB.

### Bateria
A71 posiada baterię litowo-polimerową z pojemnością 4500 mAh. Do zestawu dołączona jest ładowarka 25 W, która ładuje urządzenie za pomocą „super szybkiego ładowania”. 

### Oprogramowanie
Galaxy A71 jest wyposażony w system Android 10 i One UI 2. Telefon ma również Samsung Knox, który zwiększa bezpieczeństwo systemu i urządzenia.

### Procesor
Qualcomm Snapdragon 730 z zegarem procesora 2,2 GHz. Procesor posiada 8 rdzeni.

### Inne informacje
A71 posiada czytnik linii papilarnych w ekranie i funkcję rozpoznawania twarzy. Można umieścić w nim dwie karty SIM, w ramach „dual SIM”.